# Lysiteles uniprocessus
Lysiteles uniprocessus là một loài nhện trong họ Thomisidae.
Loài này thuộc chi Lysiteles. Lysiteles uniprocessus được miêu tả năm 2008 bởi Guo Tang et al..